# Starsky és Hutch (film)

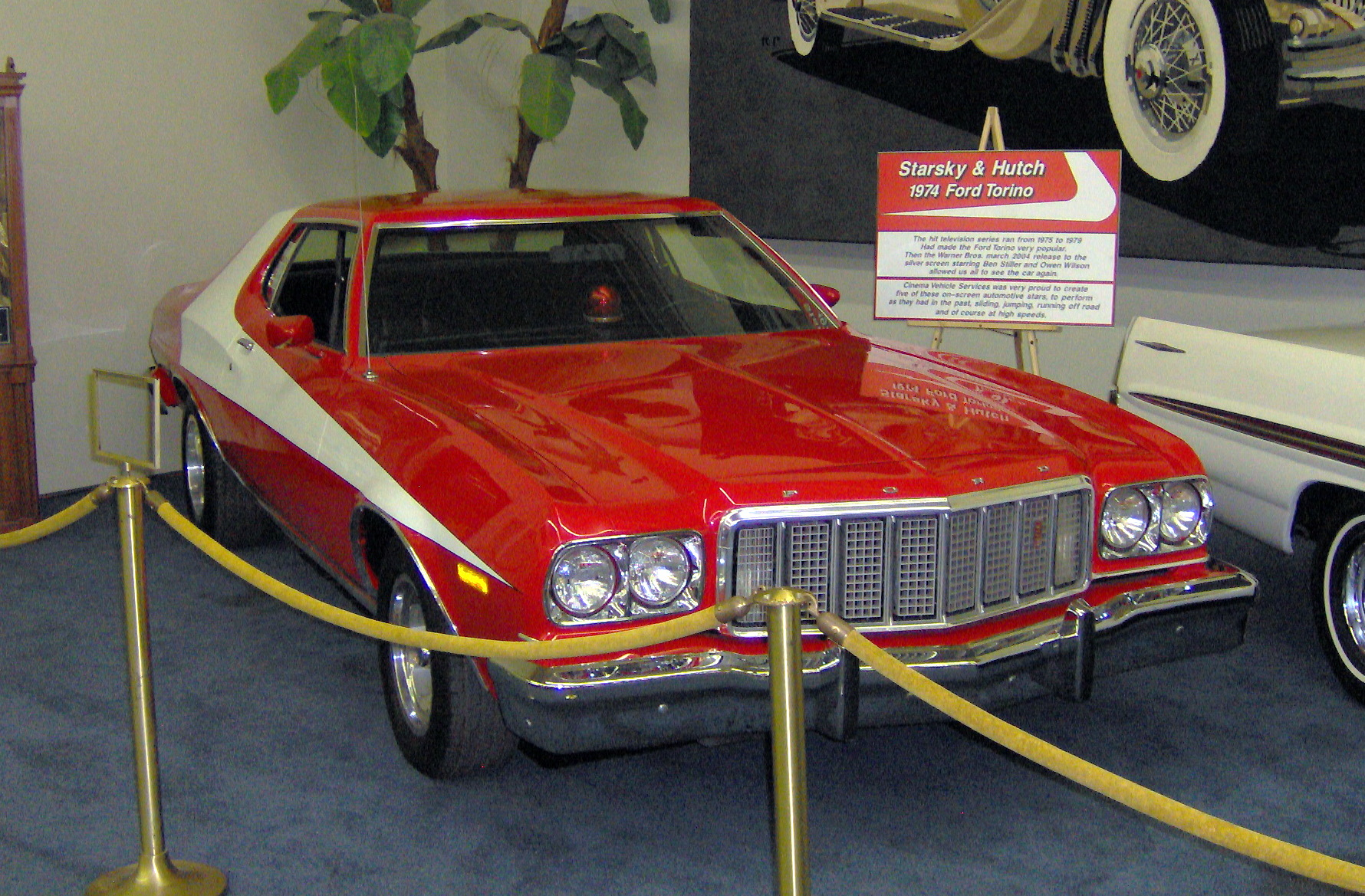
A filmben szereplő 1974-es Ford Torino

A Starsky és Hutch (eredeti cím: Starsky & Hutch) 2004-ben bemutatott akcióvígjáték Todd Phillips rendezésében. Az 1970-es években sugárzott azonos című televíziós sorozat filmváltozata. A főbb szerepekben Ben Stiller és Owen Wilson látható. 
A film a sorozattal ellentétesen ábrázolja a két rendőr jellemét: a sorozatban Starsky volt mindenre kíváncsi és jólinformált, Hutch pedig az, aki mindent szabályosan csinált. A filmben Starsky a komolyabb és Hutch a laza. A film a sorozat előzményének tekinthető, amikor Hutch és Starsky megismerkednek és a rendőrfőnök utasítására társak lesznek.

## Cselekmény
|  | Alább a cselekmény részletei következnek! |

A történet 1975-ben, a fiktív kaliforniai Bay Cityben játszódik.
Két rendőr a főszereplő, David Starsky (Ben Stiller), akinek szenvedélye a piros-fehérre festett Ford Gran Torino autója, és Ken 'Hutch' Hutchinson (Owen Wilson), aki a törvényesség határán egyensúlyozik. A zsidó-amerikai drogkirály, Reese Feldman (Vince Vaughn) és partnere, Kevin (Jason Bateman) egy szintetikus drogot akarnak a piacra dobni, ami hatásaiban a kokainnak felel meg, de a rendőrség nyomkereső kutyái nem tudják kiszagolni. Nagybani terjesztőkkel tárgyalnak, akik hajlandóak átvenni a drogot. Amikor Feldman rájön, hogy egyik drogdílere hibázott, a jachtján lelövi, akinek a holtteste a tengerbe esik.
Starsky és Hutch néhány nap múlva megkapják az ügyet, amiben egy holttestet a partra sodort a víz. Hutch vissza akarja tolni a vízbe a hullát, de Starsky fegyvert szegez rá. Az áldozat tárcája alapján (amiből Hutch egy elázott bankjegyet „megment” magának) kiderítik, hogy Terrence Meyers Reese Feldmannak dolgozott. Feldman tagadja, hogy ismerné az áldozatot. A „hajrálányok”, Stacey (Carmen Electra) és Holly (Amy Smart) kihallgatásakor megtudják, hogy az áldozat egy bizonyos Heatherrel (Brande Roderick) járt. A nő teljesen levetkőzik a rendőrök előtt, majd odaadja nekik az áldozat dzsekijét, amire egy sárkány van hímezve.
Hutch egyik alvilági ismerőséhez, Huggy Bearhez mennek (Snoop Dogg), aki felismeri a dzseki hímzését, amit szerinte Big Earl (Will Ferrell) készített. A két nyomozó motorosnak maszkírozza magát, és felkeresik Big Earl országúti éttermét. Itt csak a helyettesével találkoznak, akit egy félreértés következtében kissé megpofoznak. Tőle megtudják, hogy Big Earl éppen börtönben van.
Starsky és Hutch elmennek a börtönbe, ahol az állandóan hajhálót viselő Big Earl igen készségesnek mutatkozik, csak azt kéri Hutch nyomozótól, hogy először mutassa meg a neki a köldökét, majd pedig, hogy „legyen vad”. Hutch kis vonakodás után a nyomozás érdekében teljesíti a kéréseit. Big Earl egy kis csomagot ad nekik átlátszó műanyag zacskóban, ami szerinte az újfajta kokain, a nyomozók szerint azonban nem olyan a szaga. A rendőrségi laboratórium szerint nem kokain, a rendőrfőnök, Doby (Fred Williamson) ezért visszaadja nekik a zacskót azzal, hogy az mesterséges édesítőszer.
A „hajrálányok” kihallgatása Hutch lakásán folytatódik. Starsky, mivel nem talál cukrot, a Big Earltől kapott zacskóból tesz a kávéjába. Hutch gitározik a lányoknak, ami mindenkinek nagyon tetszik, majd Starsky „beindul”, és azt javasolja, hogy menjenek diszkóba. Ott Starskyt provokálja egy helyileg népszerű alak, aki táncpárbajra hívja ki. Ebben ők ketten felváltva különleges táncmozdulatokat mutatnak be. Starsky nagyobb sikert ér el a nézők körében, mégis a másikat hirdetik ki győztesnek. Starsky bekattan, és előveszi a revolverét, amivel a levegőbe lő, de Hutch leteperi a földre. Hazaérkezve Hutch lakásába Starsky elalszik, Hutch pedig a hajrálányokat kezdi csókolgatni.
Feldman marad a legfőbb gyanúsított, ezért Starsky és Hutch pantomimesnek maszkírozva bejutnak Feldman lányának Bat Mitzvah ünnepére, ahol azt hiszik, hogy a drog a garázsban van, ezért Starsky több lövéssel próbálja kinyitni a garázs ajtaját, ott azonban csak egy póni van, ami hamarosan (valószínűleg a lövésektől) elpusztul. Ennek eredményeképpen Doby kapitány mindkettejüket felfüggeszti, elveszi a jelvényüket és a fegyverüket. Starsky és Hutch vitába keverednek, majd összevesznek, mert a rendőrfőnök felfedi Hutch előtt, hogy Starsky két héttel korábban az áthelyezését kérte, és negatívan jellemezte őt.
Hutch szomszédja, egy fiatal afroamerikai fiú, Willis (Jeffrey Lorenzo) egy baseball labdát dob Hutch házához, mert haragszik rá, mivel Hutch tartozik neki 20 dollárral. A labda azonban beindít egy gyújtószerkezetet, amitől az egész ház felrobban. Willis megsérül és kórházba kerül.
Starsky meglátogatja a fiút a kórházban, kinek szobájában Hutch is ott van. A két partner vitatkozni kezd, majd kibékülnek.
Informátoruk, Huggy Bear (akit lehallgatókészülékkel láttak el) Feldman közelébe férkőzik, mint a golfozásban segédkező alkalmazott. Így megtudják, hogy a drogot egy jótékonysági bálon akarják átadni a nagybani terjesztőknek. Mivel korábban már kaptak erre belépőt Feldmantól, elmennek az estére, Starsky kissé őszes hajjal, barkóval, déli vállalkozónak álcázva, Hutch pedig cowboykalapban és bajusszal.
Az estén 7 db, sárgára festett, 1974-es Volkswagen Karmann Ghia autót sorsolnak ki, azonban a sorsolást manipulálják, a nyerőszámok a nagybani terjesztők számai, akik a ruhatárnál leadták a drog ellenértékét tartalmazó pénzes táskákat, amiket Feldman barátnője vesz át.
Hutch, mintha az egyik nyerőszám nyertese lenne, felmegy a színpadra, ahova Starsky is követi. Starsky néhány lövéssel „kinyitja” az autó elején lévő csomagtartót, ami tele van pakolva nagyméretű, fehér port tartalmazó zacskókkal. Feldman túszként elkapja Hutch-ot. Starsky Hutch kérése ellenére megpróbálja lelőni, de véletlenül a nézők között lévő rendőrfőnököt találja el. A zűrzavarban Feldman, és barátnője, Kitty elmenekülnek a pénzzel egy Mercedes autóban. Starsky és Hutch üldözik őket először egy golfklub pályáján, majd a kikötőben. Itt Hutchnak az az ötlete támad, hogy az egyre távolodó jachtra ugrassanak fel az autóval, amit Starsky eleinte nem akar megcsinálni, majd mégis rááll. Az autójuk azonban túl nagy lendületet vesz, így a jacht mögött a tengerbe zuhan. A jachton azonban ott van Huggy is, aki bosszúból leüti Feldmant, majd magához vesz egy pénzzel teli táskát.
Feldman elfogását az egész rendőrség ünnepli, csak Starsky bánkódik az elveszett autója miatt (aminek fényképét az asztalán tartja). Huggy azonban megvigasztalja, amikor vásárol neki egy másik Torinót, amit két férfi adott el neki (ők az eredeti tévésorozat sztárjai, az eredeti Starsky és Hutch, David Soul és Paul Michael Glaser).
A két boldog nyomozó újabb bűnözők után indul az új autóval.
|  | Itt a vége a cselekmény részletezésének! |

## Szereplők
| Szerep                         | Színész             | Magyar hang         |
| ------------------------------ | ------------------- | ------------------- |
| David Starsky nyomozó          | Ben Stiller         | Kálloy Molnár Péter |
| Ken "Hutch" Hutchinson nyomozó | Owen Wilson         | Széles Tamás        |
| Reese Feldman                  | Vince Vaughn        | Kassai Károly       |
| Huggy Bear Brown               | Snoop Dogg          | Király Attila       |
| Kevin Jutsum                   | Jason Bateman       | Tarján Péter        |
| Doby rendőrfőnök               | Fred Williamson     | Papp János          |
| Stacey Haack                   | Carmen Electra      | Zsigmond Tamara     |
| Holly Monk                     | Amy Smart           | Solecki Janka       |
| Mrs. Feldman                   | Molly Sims          | Németh Kriszta      |
| Chau                           | George Cheung       | Botár Endre         |
| Manetti nyomozó                | Chris Penn          | Besenczi Árpád      |
| portás                         | Terry Crews         |                     |
| Heather                        | Brande Roderick     |                     |
| Willis                         | Jeffrey Lorenzo     | Morvay Gábor        |
| Táncos Rick                    | Har Mar Superstar   |                     |
| lemezlovas a diszkóban         | Patton Oswalt       | Elek Ferenc         |
| eredeti Starsky (cameo)        | Paul Michael Glaser | Pálfai Péter        |
| eredeti Hutch (cameo)          | David Soul          | Uri István          |
| David Starsky (kaszkadőrje)    | Frank Ferrara       |                     |
| táncos egy éjszakai klubban    | Kimberly Wyatt      |                     |
| Big Earl (nincs a stáblistán)  | Will Ferrell        | Harmath Imre        |

## Fogadtatás
A film vegyes, illetve pozitív kritikákat kapott. A filmkritikusok véleményét összegző Rotten Tomatoes 64%-ra értékelte 189 kritikus véleménye alapján. A hasonló elveken működő Metacritic 55/100 értékelést adott rá 40 vélemény alapján. Roger Ebert filmkritikus 3 csillagot adott rá a lehetséges 4-ből.
A nyitóhétvégén 3185 moziban bemutatott film 28 103 367 dollár bevételt szerzett.

## Érdekességek
A jelenet, melyben Starsky és Hutch motoron az országúti bárba mennek, utalás a Szelíd motorosok című filmre. A bárban elhangzó álnevek, Kansas (=Hutch) és Totó (=Starsky) az Óz, a csodák csodája című film főszereplőire utal.[forrás?]